# Таналик
Танали́к (рос. Таналык) — село у складі Кваркенського району Оренбурзької області, Росія.

## Населення
Населення — 518 осіб (2010; 836 у 2002).
Національний склад (станом на 2002 рік):
- росіяни — 56 %